# Apameia in Bithynien
Apameia in Bithynien (gr. Ἀπάμεια Μύρλεια, Apameia Myrleia) ist eine antike Stadt am Marmarameer, 1 km südöstlich des heutigen Mudanya (Türkei).
Der Ort ist eine Kolonie von Kolophon und hieß ursprünglich Brylleion, kurz nach 330 v. Chr. nur noch Myrleia. Seit 433/2 v. Chr. ist er als Mitglied des attisch-delischen Seebundes belegt; Ende des 4. Jahrhunderts v. Chr. steht er unter Herrschaft des Mithradates II. von Kios; im 3. Jahrhundert v. Chr. ist er zeitweise Mitglied des Koinon der Athena Ilias. 202 v. Chr. wird er von Philipp V. erobert, zerstört und an den bithynischen König Prusias I. ausgeliefert; von Nikomedes II. wird er zu Ehren seiner Mutter Apame als Apameia neu gegründet. 72 v. Chr. wird der Ort im Verlaufe des 3. Mithridatischen Krieges von Triarius erobert.
Wenige Jahrzehnte später wurde der Ort durch die Ansiedlung römischer Bürger zur Colonia ernannt und erhielt den Namen Colonia Iulia Concordia (Augusta) Apameia. Dieses Ereignis lässt sich durch die städtischen Münzen Apameias auf etwa 42 v. Chr. datieren. Beim Goteneinfall von 257/8 n. Chr. wurde die Stadt geplündert; die Münzprägung endet 260 n. Chr. Nach der Gründung von Konstantinopel 324 verlieren die Städte seiner Umgebung, so auch Apameia, schnell an Bedeutung. In der Spätantike und in byzantinischer Zeit war die Stadt Sitz eines Erzbischofs, danach ist das katholische Titularerzbistum Apamea in Bithynia benannt.
Zum Territorium der Stadt gehörte das Gebiet der heutigen Dörfer Paladari, Burgaz, Kurşunlu und Triglia (Zeytinbağı). Im 19. Jahrhundert waren noch Reste einer Hafenanlage sowie eines Theaters erhalten, sind jedoch heute durch Steinraub vollständig verschwunden.